# Теляковский, Всеволод Владимирович
Все́волод Влади́мирович Теляко́вский (12 февраля [25 февраля] 1894, Санкт-Петербург — 07 января 1963, Ленинград) — русский, советский художник, театральный декоратор, знаток истории костюма, Заслуженный деятель искусств Казахской ССР (1956).

## Биография
Родился в семье В. А. Теляковского, впоследствии русского театрального администратора, сначала Управляющего Московской конторой Императорских театров (1898—1901), затем Директора Императорских театров до 1917 года. Мать — Гурли Логиновна Теляковская (1850—1922) (урожденная Миллер, в первом браке — баронесса Фелейзен), художник-любитель, помогала художникам Александру Головину и Константину Коровину работать над эскизами костюмов для спектаклей Императорских театров, выполняя рисунки костюмов для второстепенных персонажей постановок.
С детства увлекался рисованием, и его учителями были Александр Головин, который говорил о его детский работах «Странно, при таком разнообразии красок ни одной колористической ошибки» и Константин Коровин. Художники часто бывали в доме у Директора Императорских театров, летом приезжали в его имение «Отрадное» Ярославской губернии.
После окончания 12-й Петербургской гимназии, по совету своих учителей, поехал продолжить обучение в Париж, где поступил в Академию Рансона, в которой учился у М. Дени и Ф. Валлотона. После начала Первой мировой войны, вернулся в Петербург; в 1916 году был мобилизован рядовым в армию.
После демобилизации в 1918 году, работал в Мариинском театре помощником у Александра Головина. В 1924 году уволен из театра по сокращению штатов.
С 1924 по 1927 год работал преподавателем декоративной живописи в Государственной Архитектурном институте.
С 1927 по 1935 год состоял на учете Ленинградского горкома ИЗО, как художник работая по разовым договорам в различных организациях, театрах и тому подобных учреждениях. После убийства С. М. Кирова, которое произошло в Ленинграде 1 декабря 1934 год, художник, попав в так называемый Кировский поток, в марте 1935 года был выслан вместе с женой, Надеждой Николаевной, из Ленинграда как социально чуждый элемент и сын царского сановника в город Атбасар в Казахстане. Почти год проработал в только созданном из самодеятельности Атбасарском театре.
Летом 1935 года писал из ссылки письмо с просьбой о помощи Всеволоду Мейерхольду, которое осталось без ответа.
С 1936 по 1938 год служил художником-постановщиком в Государственном академическом театре оперы и балета имени Абая. Здесь он создал свои лучшие декорации к русским операм «Пиковая дама», «Снегурочка» и другим, балету «Лебединое озеро», к таким произведениям западной классики как «Паяцы», «Кармен», «Фауст».
С 1938 по 1941 переехал в Актюбинск. Став главным художником Актюбинского областного драматического театра, оформлял спектакли как классического русского и западного репертуара, так и многочисленные постановки по мотивам казахских эпосов — «Айман-Шолпан» и «Енлик-Кебек» М. Ауэзова, «Кыз-Жибек» и «Жалбыр» Е. Брусиловского, «Козы-Корпеш и Баян-Слу» Г. Мусрепова. В Театральном музее имени Бахрушина сохранился (среди прочих 15 работ) один небольшой эскиз к спектаклю «Кыз-Жибек» (1938).
С 1941 по 1946 годы вновь служил в Государственном академическом театре оперы и балета имени Абая.
В 1946 году художник вместе с Натальей Сац стоял у истоков создания Алма-Атинского театра юного зрителя, красиво оформил фойе театра (не сохранилось, старое здание театра сгорело в 1990-е годы). В этом же году Теляковского, как члена Союза художников Казахстана, избрали председателем секции театрально-декорационной живописи.
Как главный художник поставил спектакль «Снегурочка», декорации к которому стали заметным явлением казахской сценографии.
В 1950—1952 годах участвовал в оформлении Казахского павильона на Выставки достижений народного хозяйства как автор большого панно и других работ.  В августе 1956 года ему присвоено звание Заслуженного деятеля искусств Казахской ССР.
Неоднократно награждался грамотами областного отдела искусств и Президиума Верховного Совета Казахской ССР.
В мае 1961 вернулся в Ленинград, его «прописала» в своей квартире своячница (родная сестра жены) — Мария Николаевна Ветошникова.
Всю жизнь собирал материалы для так называемой «Костюмной книги» — практического пособия для художников-декораторов, в которой подробно нарисовал и описал костюмы народов мира на протяжении большого периода времени. Пытался издать этот уникальный материал, но не успел. 346 листов рисунков «Костюмной книги» и подробное описание к ним хранятся в Санкт-Петербургской государственной Театральной библиотеки.
В последние годы жизни художник обратился к станковой живописи.
В 1959 году Теляковский создал  серию из четырех натюрмортов — «Утро», «День», «Вечер», «Ночь».
Десять полотен на сюжеты казахского национального эпоса и серию натюрмортов художник передал в Галерею имени А. Кастеева.
Также в Галерею имени А. Кастеева В. В. Теляковский в разные годы передал в дар ряд произведений искусства из семейного собрания. Среди предметов подаренных музею были живописные и графические произведения Александра Головина, картина Михаила Врубеля «Морская царевна» (1904), портреты родителей Владимира и Гурли Теляковских и несколько эскизов театральных декораций и пейзажей работы Константина Коровина и другие.
В 1958 году картины художника экспонировались на выставке изобразительного искусства во время Декады казахского искусства и литературы в Москве. Издательство «Советский художник» выпустило почтовую открытку с репродукцией картины «Пастух».
К 120-летию со дня рождения В. В. Теляковского в 2014 году в Казахстане прошла выставка работ художника 
Станковые работы художника, в том числе и по мотивам национального эпоса, хранятся в Государственном музее искусств Казахстана имени А. Кастеева в Алматы и частных коллекциях.
Коллекции живописных работ В. В. Теляковского были сосредоточены в двух домах: семьи Л. И. Варшавского и Ю. О. Домбровского. В России в Рыбинском музее-заповеднике хранятся две работы художника по мотивам национального эпоса — «Айман-Шолпан» и «Отец Ерсаила», переданные в дар музею вдовой писателя Юрия Осиповича Домбровского.

«Хочется привести отзыв о творчестве Теляковского такого глубокого знатока искусства, каким был выдающийся мастер советского кино Сергей Михайлович Эйзенштейн, в годы Великой Отечественной войны находившийся в Казахстане. Однажды, увидев у меня одну из работ Всеволода Владимировича, он сказал:
– Да ведь это — казахский Палех! Удивительно интересно!
Вгляделся попристальнее и с жаром заговорил о том, какой благодарный материал дают художнику казахский фольклор и эпос, почти не отраженные в ту пору в произведениях и изобразительном искусстве, какие прекрасные формы можно было бы создать по их мотивам. А о картине он сказал, что В. В. Теляковский нашел правильное решение сказочно-эпической темы и что сильной стороной его является верное понимание драматической функции света — важного средства эмоциональной выразительности. Проблема эта волновала тогда Сергея Михайловича, и потому, вероятно, он остановился на колористических качествах картины.

"Казахский Палех"! Думается, трудно найти более меткое определение для цикла работ В. В. Теляковского, в которых оживают герои казахского эпоса».

В. В. Теляковский оставил воспоминания о русском художнике А. Я. Головине].

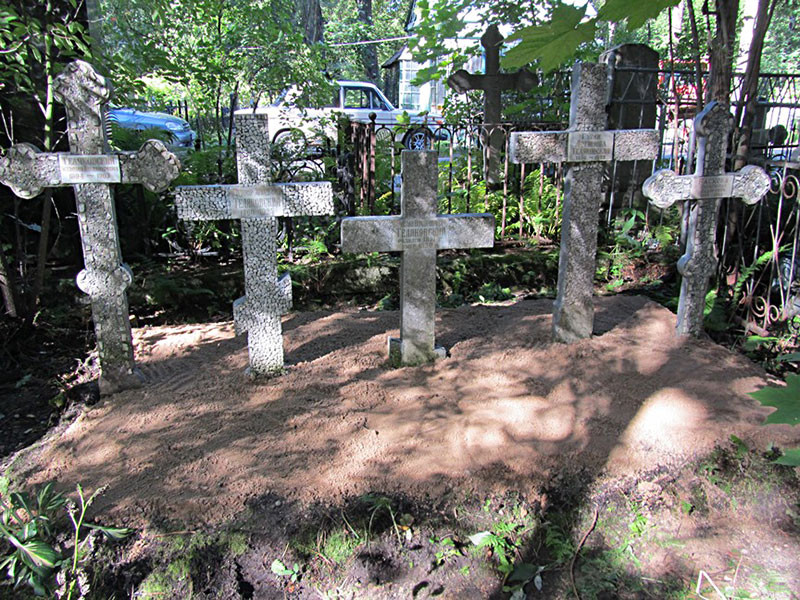
Надгробие Теляковских на Серафимовском кладбище, С.-Пб.

В начале января 1963 года умер от инфаркта. Похоронен на Серафимовском кладбище Ленинграда, 15 участок (близ церкви), рядом с отцом и матерью. За могилами на Серафимовском кладбище ухаживала Наталья Борисовна Ветошникова, племянница жены Всеволода Владимировича Надежды Николаевны Калугиной, хранительница архива Теляковских, много сделавшая для сохранения памяти семьи.

### Семья
Супруга Всеволода Владимировича — Надежда Николаевна Теляковская,  урождённая Калугина (1900—1961); скончалась в марте 1961 года и была похоронена на Центральном кладбище Алматы.

## Награды
- Медаль «За трудовое отличие» (3 января 1959) — за выдающиеся заслуги в развитии казахского искусства и литературы и в связи с декадой казахского искусства и литературы в гор. Москве
- Заслуженный деятель искусств Казахской ССР (1956)
- Грамота Президиума Верховного Совета Казахской ССР